# Херман IV фон Баден
Херман IV фон Баден  (на немски: Hermann IV von Baden; * 1135; † 13 септември 1190, Антиохия) е почетен маркграф на Верона и Баден от 1160 до 1190 г., също граф и фогт в Брайзгау и в Ортенау.

## Живот
Херман IV е син на маркграф Херман III фон Баден († 1160) и Берта фон Хоенщауфен (* 1116, † сл. 1148), вероятно дъщеря на император Конрад III († 1152) и Гертруда фон Комбург (* 1095, † 1130/1131).
Заедно с император Фридрих I Барбароса той участва при обсадата и унищожаването на Барбароса на Милано. От 1176 до 1178 г. той участва в походите на императора в Италия и през 1176 г. е участник в битката при Леняно. През 1183 г. той е гарант на мира от Констанц, при който ломбардските градове получават своята независимост. Херман IV заедно с императора участва и в Третия кръстоносен поход. Той умира през 1190 г. в Светите земи близо до град Антиохия вероятно от чума.

## Фамилия
Маркграф Херман IV се жени ок. 1162 г. за Берта фон Тюбинген († 24 февруари 1169), дъщеря на пфалцграф Лудвиг от Пфалцграфство Тюбинген. Двамата имат децата:
- Херман V, маркграф на Баден († 16 януари 1243), ∞ 1220 за пфалцграфиня Ирменгард при Рейн († 1260), дъщеря на пфалцграф Хайнрих V († 1227), син на херцог Хайнрих Лъв († 1195)
- Хайнрих I, маркграф фон Баден-Хахберг († 2 юли 1231), ∞ Агнес, дъщеря на граф Егино IV фон Урах, „Брадатия“ († 1230) и Агнес фон Церинген († 1239)
- Фридрих (* ок. 1167, † 1217 убит), сърегент
- Юта
- Берта
- Гертруда фон Баден (* пр. 1160, † пр. 1225), ∞ 1180 за Албрехт II, граф фон Егисхайм и Дагсбург († 1211), син на граф Хуго X фон Дагсбург († сл. 1178)